# Sergius Octavius Laenas Pontianus
Sergius Octavius Laenas Pontianus était un homme politique et un sénateur romain, consul en 131.

## Famille
Une inscription trouvée à Tusculum, qui a peut-être été mise en place par son père (ou son grand-père, relate une connexion généalogique avec Rubellia Bassa, épouse de Caius Octavius Laenas et sœur de Caius Rubellius Blandus. Par cette Rubellia Bassa, le consul de 131 était le fils (ou le petit-fils) d'un cousin germain de l'empereur Nerva.
Un probable parent de Pontianus est un "Sergius Rubellius Plautus", dont le nom a été trouvé sur un tuyau de plomb à Rome,.

## Carrière
On ne sait rien de certain sur la carrière d'Octavius Laenas Pontianus, si ce n'est qu'il a été consul ordinaire en 131 avec Marcus Antonius Rufinus.
Une inscription de Lucus Angitiae (actuelle Luco dei Marsi) qui fait référence à un « ... g ... Octav ... n ... ontianus » comme l'un des membres du Collège des pontifes, peut se référer à Sergius Octavius Laenas Pontianus.

## Sources
- Syme, R., 'The Marriage of Rubellius Blandus' from The American Journal of Philology, Vol. 103, No. 1 (Spring, 1982), p. 62–85
- Corpus Inscriptionum Latinarum (CIL)
- L'Année Epigraphique (AE)